# Куинсборо-Плаза (Нью-Йоркское метро)
| Верхний ярус    |
| N · W · 7 · <7> |
| N · W           |
|                 |
|                 |
| 7 · <7>         |

| N · W   |
|         |
|         |
| 7 · <7> |

| Нижний ярус     |
| N · W · 7 · <7> |
| N · W           |
|                 |
|                 |
| 7 · <7>         |

| N · W   |
|         |
|         |
| 7 · <7> |

| Верхний ярус    |
| N · W · 7 · <7> |
| N · W           |
|                 |
|                 |
| 7 · <7>         |

| N · W   |
|         |
|         |
| 7 · <7> |

| Нижний ярус     |
| N · W · 7 · <7> |
| N · W           |
|                 |
|                 |
| 7 · <7>         |

| N · W   |
|         |
|         |
| 7 · <7> |

«Куинсборо-Плаза» (англ. Queensboro Plaza) — станция Нью-Йоркского метрополитена, расположенная на линиях Флашинг, Ай-ар-ти, и Астория, Би-эм-ти. Находится в Куинсе недалеко от Куинс-Плаза, с восточного конца моста Куинсборо. К востоку от площади проходит Куинс-бульвар, а под ним одноимённая линия метро. Станция находится на эстакадах и имеет два уровня. Всего в системе две эстакадных станции с двумя уровнями (вторая Уэст Восьмая улица — Нью-Йоркский аквариум). На станции останавливаются маршруты: 7 (круглосуточно), <7> (в часы пик в пиковом направлении), N (круглосуточно) и W (в будни днём и вечером до 23:00). С северной стороны островных платформ на обоих уровнях станции проходят поезда маршрутов N и W, а с южной — маршрутов 7 и <7> (на верхнем уровне на Манхэттен, а на нижнем на Куинс).

## Описание станции
На станции имеется мезонин, находящийся под нижним уровнем. Эта станция — единственная, где к одной и той же платформе прибывают поезда как буквенных, так и цифровых маршрутов.
К востоку от станции находится рельсовое соединение, по которому поезд северного (географически восточного) направления может перейти с линии Астория на линию Флашинг или наоборот. Оно является единственным соединением линии Флашинг с остальной системой и используется только поездами без пассажиров, поскольку эти две линии относятся к разным дивизионам и вагоны линии Флашинг имеют несколько меньшую ширину, чем та, на которую рассчитано расстояние от рельсов до платформы на линии Астория и во всей связанной с ней части метрополитена.
Ещё далее к востоку по обеим линиям два пути превращаются в три: по линии Флашинг один экспресс-путь (маршрут <7>) и два локальных (маршрут 7), и по линии Астория также один экспресс-путь (регулярного движения нет) и два локальных (маршруты N и W).

## История
| |  |                    |  |  |  |  |  |  |                               |  |                 |
| |  |                    |  |  |  |  |  |  |                               |  | линия Астория → |
| |  |                    |  |  |  |  |  |  |                               |  |                 |
| |  |                    |  |  |  |  |  |  |                               |  |                 |
| |  | Платформы Би-эм-ти |  |  |  |  |  |  |                               |  |                 |
| |  |                    |  |  |  |  |  |  |                               |  |                 |
| |  |                    |  |  |  |  |  |  |                               |  |                 |
| ← линия Бродвея |  |                    |  |  |  |  |  |  |                               |  |                 |
| ← линия Второй авеню |  |                    |  |  |  |  |  |  |                               |  |                 |
| |  |                    |  |  |  |  |  |  | \| \| \| \| \| \| \| \| \| \| |  |                 |
| |  | Платформы Ай-ар-ти |  |  |  |  |  |  |                               |  |                 |
| |  |                    |  |  |  |  |  |  |                               |  |                 |
| |  |                    |  |  |  |  |  |  |                               |  |                 |
| |  | ← линия Флашинг →  |  |  |  |  |  |  |                               |  |                 |
| - 1919 год — станция и смежные линии. На этой схеме каждый изображённый путь обозначает два пути (в пределах станции — один над другим). |  |                    |  |  |  |  |  |  |                               |  |                 |
| |  |                    |  |  |  |  |  |  |                               |  |                 |
| |  |                    |  |  |  |  |  |  |                               |  |                 |
| |  |                    |  |  |  |  |  |  |                               |  |                 |
| |  |                    |  |  |  |  |  |  |                               |  |                 |
| |  |                    |  |  |  |  |  |  |                               |  |                 |

|  |
|  |
|  |
|  |
|  |

Станция и две эстакадных линии к востоку от неё эксплутировались совместно обеими компаниями, которые управляли городским железнодорожным транспортом в Нью-Йорке: Ай-ар-ти и Би-эм-ти. Станция состояла из двух частей, между которыми отсутствовал бесплатный переход. Нынешняя станция с 4 путями принимала поезда компании Ай-ар-ти, а севернее параллельно ей располагалась аналогичная двухэтажная конструкция с 4 путями, которая принимала поезда компании Би-эм-ти. Далее к востоку на линиях Флашинг и Астория каждая платформа каждой станции была разделена по длине на две части, где останавливались поезда Ай-ар-ти и Би-эм-ти, также без возможности бесплатного перехода между ними. Две компании использовали вагоны разной ширины, однако на линиях, обслуживаемых совместно, ширина вагона была унифицирована — использовались вагоны более узкого стандарта, как у компании Ай-ар-ти.
Два пути с южной стороны южной части станции, верхний и нижний, использовались поездами Ай-ар-ти, идущими, как и сегодня, по линии Флашинг насквозь. Два пути с северной стороны южной части станции использовались поездами Ай-ар-ти, идущими на востоке на линию Астория, а на западе через мост Куинсборо к эстакадной линии Второй авеню. Два пути с южной стороны северной части станции использовались поездами Би-эм-ти, идущими на запад к линии Бродвея через тоннель, и эта станция была конечной для них, потому что восточнее габариты станций соответствовали другому стандарту вагонов. Два пути с северной стороны северной части станции использовались поездами Би-эм-ти, которые приходили с восточной части линии Флашинг, меняли направление и уходили на линию Астория, либо наоборот.
В 1940 году три сети метрополитена (Ай-ар-ти, Би-эм-ти, а также сеть Ай-эн-ди, созданная позже) были объединены под руководством города. После этого были снесены эстакадные линии на Манхэттене, в 1942 году была ликвидирована ветка, шедшая туда. В 1949 году схема движения на линиях Флашинг и Астория была упрощена: линия Флашинг стала использоваться только поездами сети Ай-ар-ти, а линия Астория (будучи переоборудована под вагоны большей ширины) — только поездами сети Би-эм-ти с линии Бродвея. На этой станции все поезда были переведены на её южную половину, и наконец в 1964 году её северная половина была снесена.

## Галерея

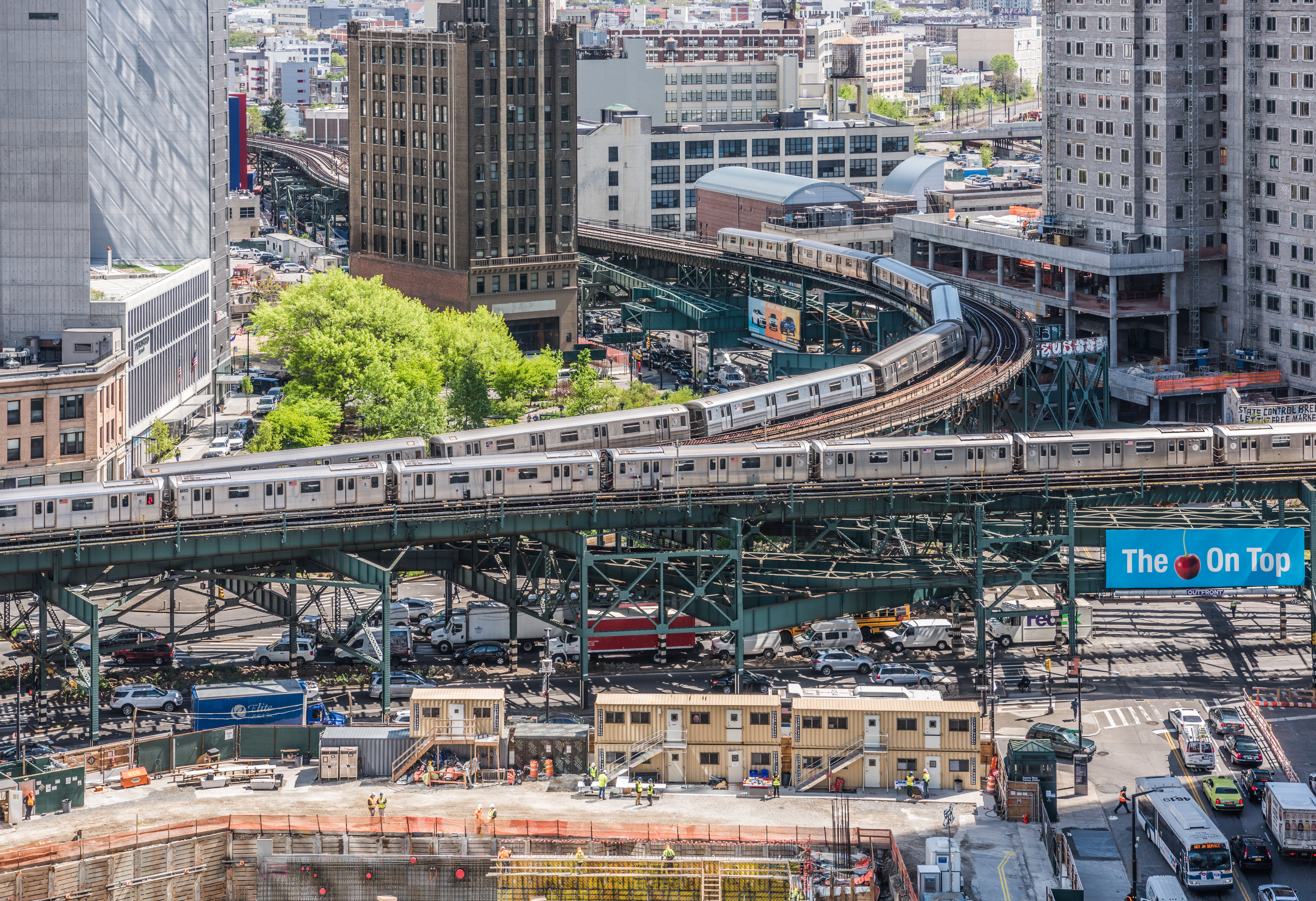
Пути к востоку от станции
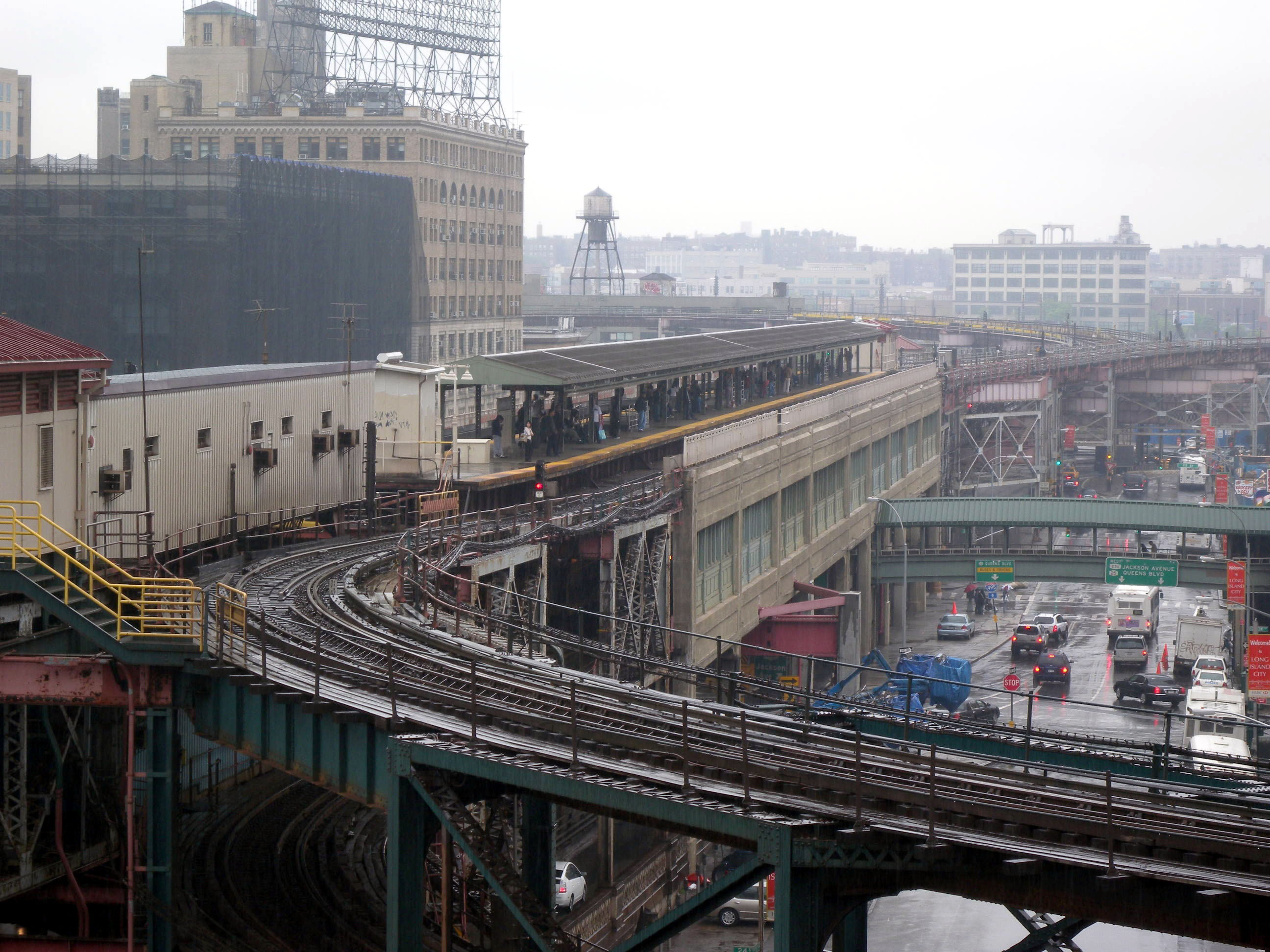
К западу от станции
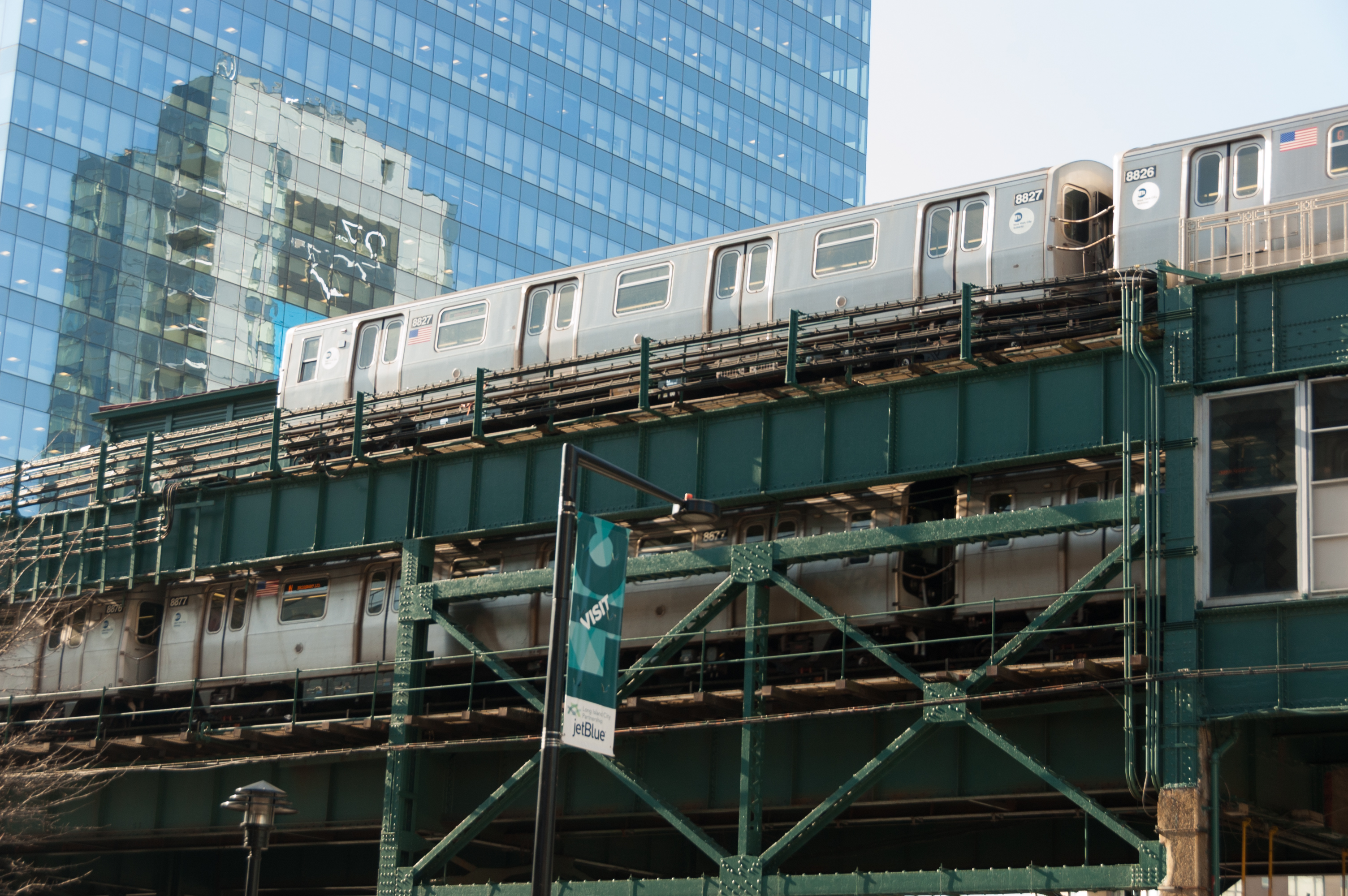
Два уровня путей
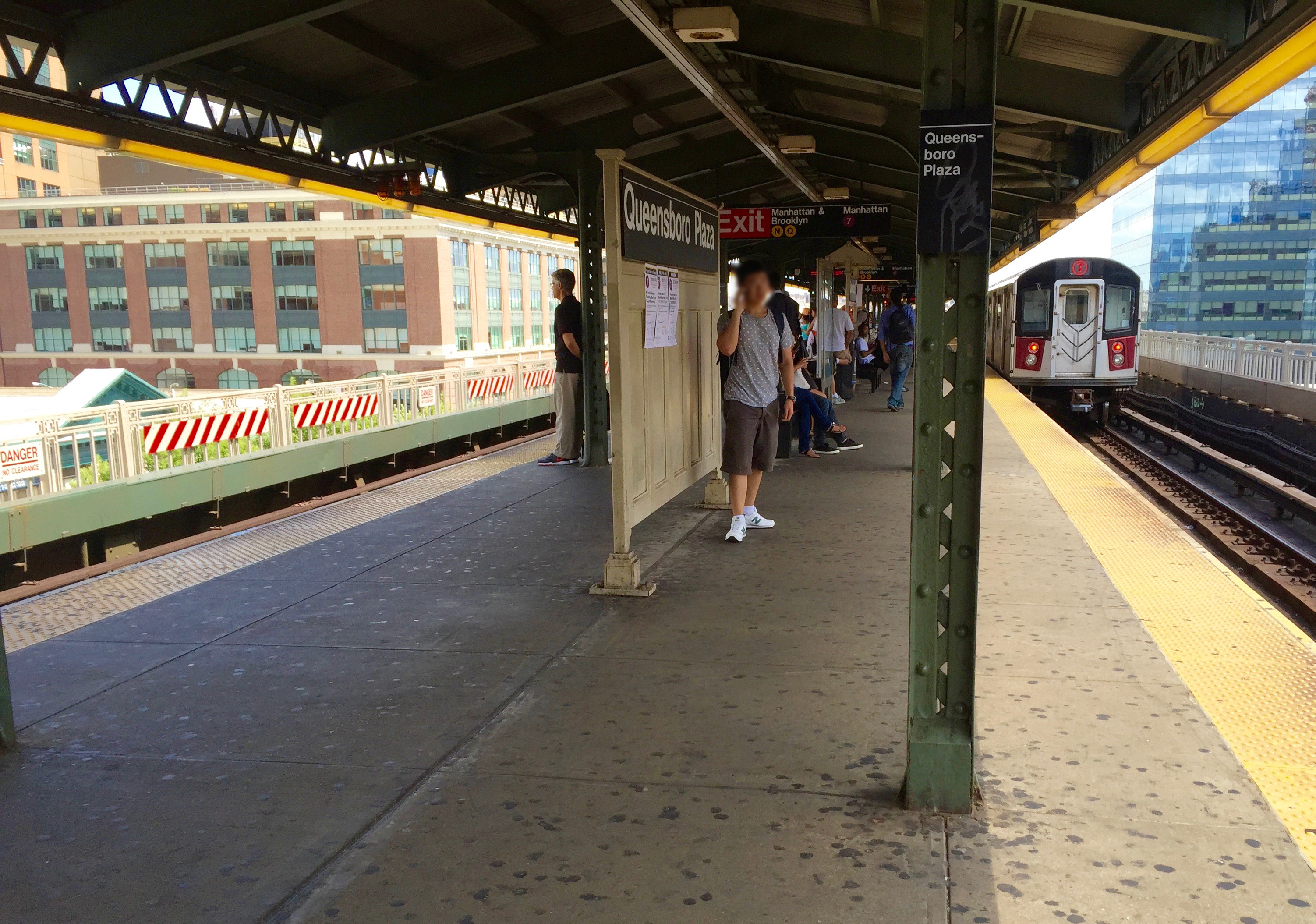
Верхний уровень
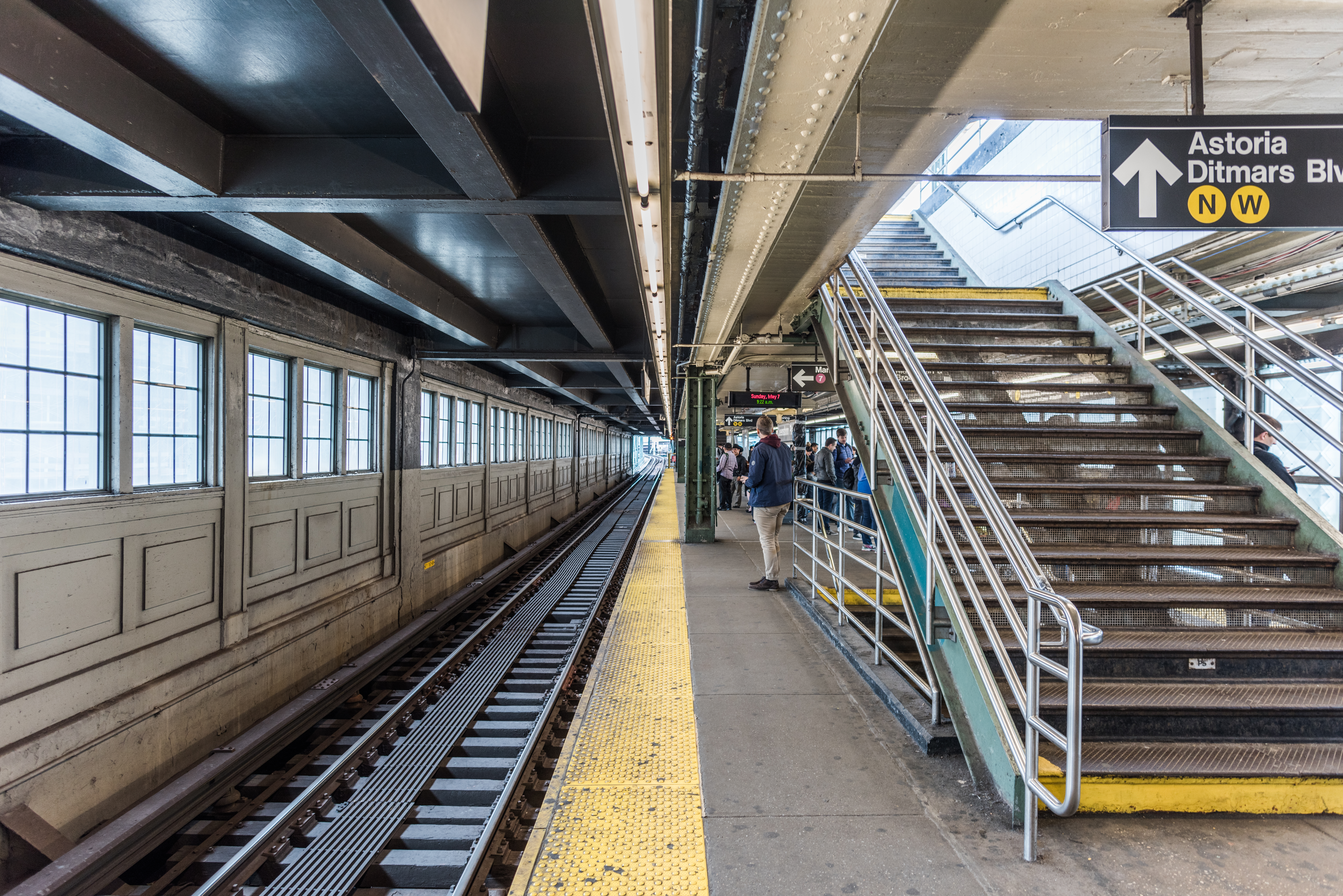
Нижний уровень
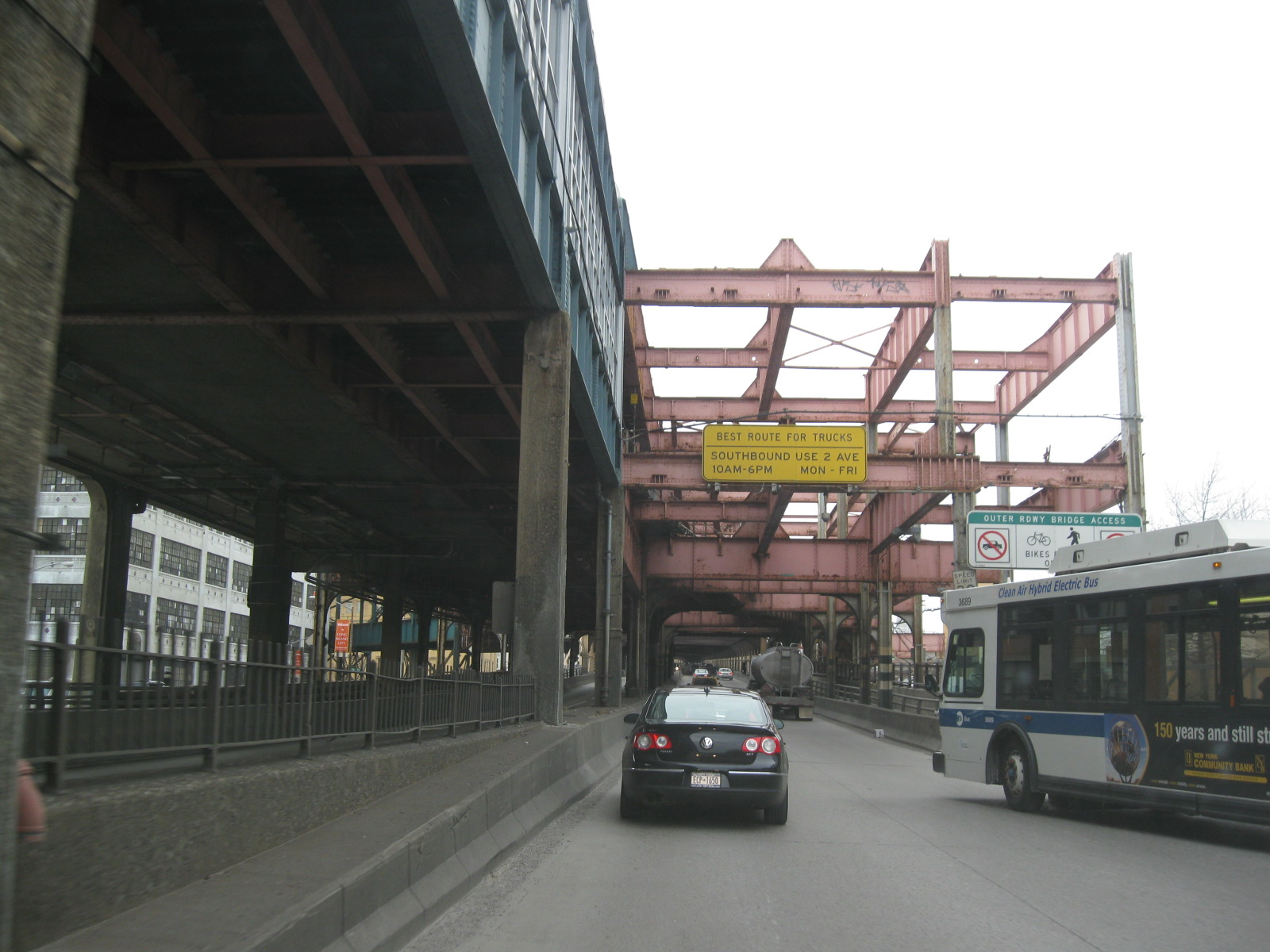
Остаток эстакады, шедшей к северной половине станции